# 巴尔瓦里
巴尔瓦里（Bharwari），是印度北方邦Kaushambi县的一个城镇。总人口14776（2001年）。

## 人口
该地2001年总人口14776人，其中男性7738人，女性7038人；0—6岁人口2314人，其中男1199人，女1115人；识字率58.72%，其中男性为66.04%，女性为50.67%。